# Bedford-Stuyvesant
Bedford-Stuyvesant (uttal\ˈstī-və-sənt\) (också Bed-Stuy) är ett bostadsområde i centrala delen av Brooklyn i New York i USA. Området är en del av Brooklyn Community Board 3, Brooklyn Community Board 8 och Brooklyn Community Board 16.
Under och efter andra världskriget emigrerade många afro-amerikanska familjer från amerikanska södern till Bedford-Stuyvesant för arbete och bättre ekonomi.
Bedford-Stuyvesant har varit illa åtgånget och förfallet under 1960- och 1970-talet men har under senare år till del rustats upp.
Flera stora hip-hop-artister kommer från Bedford-Stuyvesant, till exempel Aaliyah, The Notorious B.I.G., Jay-Z, Lil' Kim, Big Daddy Kane, Mos Def, Fabolous och GZA.